# Селайя, Родольфо
Родо́льфо Анто́нио Села́йя Гарси́я (исп. Rodolfo Antonio Zelaya García; род. 3 июля 1988, Усулутан, Сальвадор) — сальвадорский футболист, нападающий.

## Карьера

### Клубная
Начал заниматься футболом в 2001 году в клубе «Алакран», выступавшего в любительской лиге Усулутана. Затем выступал за «Сан-Рафаэль», представлявшем Второй дивизион, и клуб Первого дивизиона «Атлетико Мерсед». В июле 2006 года Родольфо мог подписать контракт с «Депортиво Агила», однако он не согласился с предложенной зарплатой и заключил соглашение с АДИ из Интипуки. В 2008 году игра Селайи привлекла внимание главного тренера «Чалатенанго» Владана Вичевича, который смог уговорить его перейти в свой клуб. После того, как президент «Чалатенанго» Лисандро Поль стал президентом «Альянсы», он привёл с собой нескольких игроков, трансферные права на которых принадлежали ему, в том числе и Родольфо. 15 января 2009 года был отдан в аренду в мексиканский «Леон». Первый матч в Лиге Ассенсо провёл 1 августа с «Коррекаминосом», выйдя в стартовом составе и на 74-й минуте уступив место Исмаэлю Валадесу. Первый и единственный мяч в Мексике забил 23 августа в матче с командой «Крус Асуль», сравняв счёт на 32-й минуте, положив тем самым начало разгрому соперника. 3 декабря «Леон» выкупил права на сальвадорца, подписав с ним контракт на три года, а 12 декабря отдал его в аренду в его бывший клуб «Альянсу». По окончании сезона «Альянса» окончательно выкупила трансфер Родольфо. В сезоне 2010/11 года Селайя стал лучшим бомбардиром сначала Апертуры, а затем и Клаусуры, которую его команда выиграла. 19 июля 2011 года на правах аренды перешёл во владикавказскую «Аланию». В январе 2012 года, по окончании данного соглашения, «Алания» сможет выкупить его трансфер. 9 августа дебютировал в Первенстве России в матче с владимирским «Торпедо», выйдя на поле с первых минут и на 65-й минуте уступив место на поле Роланду Гиголаеву. 28 октября Родольфо достиг договорённости с руководством «Алании» о подписании контракта на 4 года после завершения срока аренды.
Летом 2012 года вернулся в клуб «Альянса», однако уже зимой 2013 года вновь оказался в стане «Алании».
30 января 2019 года Селайя перешёл в клуб MLS «Лос-Анджелес». 15 августа 2019 года был отдан в аренду клубу Чемпионшипа ЮСЛ «Лас-Вегас Лайтс». 7 января 2020 года Селайя расторг контракт с «Лос-Анджелесом» по обоюдному согласию сторон.
8 января 2020 года подписал контракт с клубом Ассенсо МХ «Селая». Летом 2020 года вернулся в сальвадорский клуб «Альянса», где и завершил карьеру после пяти сезонов.

### В сборной
За национальную сборную Сальвадора дебютировал 23 апреля 2008 года в товарищеском матче со сборной Китая, выйдя на поле на 79-й минуте вместо Осаэля Ромеро. Впервые отличился в составе сборной 6 сентября 2008 года на 8-й минуте матча с Гаити, сделав в этой встрече хет-трик. В январе 2009 года в Кубке наций Центральной Америки, где сыграл два матча, а сборная Сальвадора добралась до полуфинала, где уступила Коста-Рике, а затем в матче за третье место Гондурасу. В июле 2009 года Родольфо провёл один матч на Золотом кубку КОНКАКАФ, проходившем в США. В июне 2011 года в составе сборной вновь поехал на Золотой кубок КОНКАКАФ, где сыграл четыре игры и забил четыре мяча, заняв третье место в списке бомбардиров.

## Достижения
- Чемпион Сальвадора: Кл. 2011, Ап. 2015, Ап. 2017, Кл. 2018
- Победитель регулярного чемпионата MLS: 2019
- Лучший бомбардир чемпионата Сальвадора (2): Ап. 2010 (9 мячей), Кл. 2011 (13 мячей)

## Матчи за сборную
| #  | Дата             | Место                                               | Соперник                 | Результат | Голы | Турнир                                |
| -- | ---------------- | --------------------------------------------------- | ------------------------ | --------- | ---- | ------------------------------------- |
| 1  | 23 апреля 2008   | «Мемориал Колизеум», Лос-Анджелес, США              | Китай                    | 2:2       | 0    | Товарищеский матч                     |
| 2  | 30 мая 2008      | «Роберт Ф. Кеннеди Мемориал», Вашингтон, США        | Гватемала                | 0:0       | 0    | Товарищеский матч                     |
| 3  | 26 июля 2008     | «Пицца Хат Парк», Даллас, США                       | Ямайка                   | 0:0       | 0    | Товарищеский матч                     |
| 4  | 14 августа 2008  | «Роберт Ф. Кеннеди Мемориал», Вашингтон, США        | Тринидад и Тобаго        | 1:3       | 0    | Товарищеский матч                     |
| 5  | 20 августа 2008  | «Рикардо Саприсса», Сан-Хосе, Коста-Рика            | Коста-Рика               | 0:1       | 0    | Отборочные матчи чемпионата мира 2010 |
| 6  | 6 сентября 2008  | «Кускатлан», Сан-Сальвадор, Сальвадор               | Гаити                    | 5:0       | 3    | Отборочные матчи чемпионата мира 2010 |
| 7  | 10 сентября 2008 | «Андре Кампервеен», Парамарибо, Суринам             | Суринам                  | 2:0       | 0    | Отборочные матчи чемпионата мира 2010 |
| 8  | 11 октября 2008  | «Сильвио Катор», Порт-о-Пренс, Гаити                | Гаити                    | 0:0       | 0    | Отборочные матчи чемпионата мира 2010 |
| 9  | 15 октября 2008  | «Кускатлан», Сан-Сальвадор, Сальвадор               | Суринам                  | 3:0       | 1    | Отборочные матчи чемпионата мира 2010 |
| 10 | 22 октября 2008  | «Роберт Ф. Кеннеди Мемориал», Вашингтон, США        | Боливия                  | 2:0       | 0    | Товарищеский матч                     |
| 11 | 22 января 2009   | «Тибурсио Кариас Андино», Тегусигальпа, Гондурас    | Никарагуа                | 1:1       | 0    | Кубок наций Центральной Америки 2009  |
| 12 | 31 января 2009   | «Тибурсио Кариас Андино», Тегусигальпа, Гондурас    | Коста-Рика               | 0:3       | 0    | Кубок наций Центральной Америки 2009  |
| 13 | 11 февраля 2009  | «Кускатлан», Сан-Сальвадор, Сальвадор               | Тринидад и Тобаго        | 2:2       | 0    | Отборочные матчи чемпионата мира 2010 |
| 14 | 28 марта 2009    | «Кускатлан», Сан-Сальвадор, Сальвадор               | США                      | 2:2       | 0    | Отборочные матчи чемпионата мира 2010 |
| 15 | 1 апреля 2009    | «Рикардо Саприсса», Сан-Хосе, Коста-Рика            | Коста-Рика               | 0:1       | 0    | Отборочные матчи чемпионата мира 2010 |
| 16 | 27 мая 2009      | «Мемориал Колизеум», Лос-Анджелес, США              | Коста-Рика               | 3:1       | 0    | Товарищеский матч                     |
| 17 | 30 мая 2009      | «Роберт Ф. Кеннеди Мемориал», Вашингтон, США        | Ямайка                   | 0:0       | 0    | Товарищеский матч                     |
| 18 | 6 июня 2009      | «Кускатлан», Сан-Сальвадор, Сальвадор               | Мексика                  | 2:1       | 0    | Отборочные матчи чемпионата мира 2010 |
| 19 | 10 июля 2009     | «FIU», Майами, США                                  | Ямайка                   | 0:1       | 0    | Золотой кубок КОНКАКАФ 2009           |
| 20 | 13 августа 2009  | «Хейсли Кроуфорд», Порт-оф-Спейн, Тринидад и Тобаго | Тринидад и Тобаго        | 0:1       | 0    | Отборочные матчи чемпионата мира 2010 |
| 21 | 5 сентября 2009  | «Рио Тинто Стэдиум», Санди, США                     | США                      | 1:2       | 0    | Отборочные матчи чемпионата мира 2010 |
| 22 | 9 сентября 2009  | «Кускатлан», Сан-Сальвадор, Сальвадор               | Коста-Рика               | 1:0       | 0    | Отборочные матчи чемпионата мира 2010 |
| 23 | 4 сентября 2010  | «Мемориал Колизеум», Лос-Анджелес, США              | Гондурас                 | 2:2       | 2    | Товарищеский матч                     |
| 24 | 7 сентября 2010  | «Роберт Ф. Кеннеди Мемориал», Вашингтон, США        | Гватемала                | 0:1       | 0    | Товарищеский матч                     |
| 25 | 29 мая 2011      | «Робертсон Стэдиум», Хьюстон, США                   | Гондурас                 | 2:2       | 1    | Товарищеский матч                     |
| 26 | 5 июня 2011      | «Ковбойс Стэдиум», Арлингтон, США                   | Мексика                  | 0:5       | 0    | Золотой кубок КОНКАКАФ 2011           |
| 27 | 9 июня 2011      | «Банк оф Америка Стэдиум», Шарлотт, США             | Коста-Рика               | 1:1       | 1    | Золотой кубок КОНКАКАФ 2011           |
| 28 | 12 июня 2011     | «Солджер Филд», Чикаго, США                         | Куба                     | 6:1       | 2    | Золотой кубок КОНКАКАФ 2011           |
| 29 | 19 июня 2011     | «Роберт Ф. Кеннеди Мемориал», Вашингтон, США        | Панама                   | 1:1       | 1    | Золотой кубок КОНКАКАФ 2011           |
| 30 | 3 сентября 2011  | «Кускатлан», Сан-Сальвадор, Сальвадор               | Доминиканская Республика | 3:2       | 2    | Отборочные матчи чемпионата мира 2014 |
| 31 | 7 сентября 2011  | «Трумэн Бодден», Джорджтаун, Каймановы О-ва         | Каймановы Острова        | 4:1       | 0    | Отборочные матчи чемпионата мира 2014 |